# Biodiversidad de Uruguay

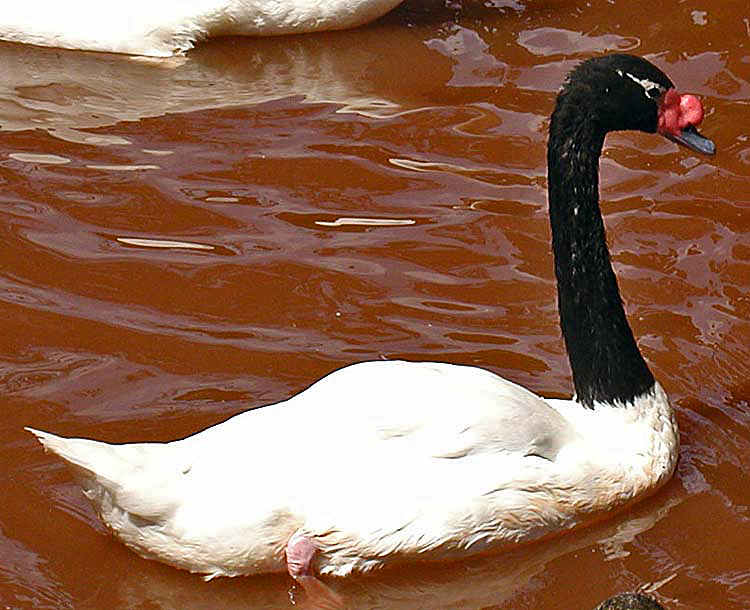
Cisne de Cuello Negro

La biodiversidad de Uruguay se refiere al conjunto de ecosistemas e interacciones entre las especies de flora y fauna que se encuentran en las diferentes ecorregiones de Uruguay. Uruguay posee una gran riqueza biológica, con ecosistemas terrestres y marinos que albergan más de 2.000 especies de plantas y más de 1.000 especies de fauna.
En Uruguay puede encontrarse diversidad ecológica o diversidad de  ecosistemas: lagunas, palmares, pradera y zonas de médanos, etc.. También existe diversidad taxonómica y diversidad genética. Por ejemplo, se puede citar el cisne de cuello negro como un ejemplo de diversidad genética.
La Dirección Nacional de Medio Ambiente de Uruguay (DINAMA) es el organismo encargado de proteger la diversidad biológica de Uruguay.

## Amenazas
La biodiversidad de Uruguay se enfrenta a diferentes amenazas, incluyendo el cambio climático, los cambios en el uso del suelo y la introducción de especies exóticas invasoras.
Un estudio encontró que por lo menos tres ecorregiones del Uruguay habían perdido al menos el 50% de sus pastizales nativos. El estudio realizó proyecciones para 2030, encontrando que las metas de producción de soja y plantaciones de eucalipto significarían la pérdida de casi la mitad (el 48%) de los hábitats naturales del Uruguay. En particular, la pérdida y fragmentación de hábitats es una de las principales amenazas para la biodiversidad de Uruguay.
Alrededor del 29% de especies de Uruguay se encuentran bajo amenaza, aunque la situación varía de manera significativa según el tipo de especie que se trate. Por ejemplo, más del 66% de los moluscos se encuentran amenazados, a diferencia del 26% de las especies de plantas. Nuevas proyecciones a 2050 indican que siete especies de reptiles y siete especies de anfibios están "altamente amenazadas" por el cambio climático.

## Protección

### Estrategia Nacional de Biodiversidad
Uruguay es parte firmante del Convenio sobre la Diversidad Biológica. Como parte de los compromisos asumidos en la CDB, Uruguay ha elaborado desde 1999 una Estrategia Nacional de Biodiversidad (ENB), cuyo objetivo es establecer la política nacional en materia de biodiversidad. La ENB más reciente comprende el período 2016-2020, que contempla ocho líneas de acción tendientes a mejorar y fortalecer la protección de la biodiversidad en el país.

### Marco normativo
En Uruguay existen diferentes leyes que protegen la biodiversidad.
- Ley N° 16408 del año 1993 ratificación del Convenio Sobre Diversidad Biológica y Decreto 487/93 que designa el MVOTMA como autoridad competente.
- Ley Nº 16.466 del año 1994 sobre Evaluación de Impacto Ambiental.
- Ley Nº 17.283 del año 2000 General de Protección del Medio Ambiente.
- Ley Nº 17.234 del año 2000 sobre el Sistema Nacional de Áreas Naturales Protegidas del territorio nacional.
- Decreto 52/005 de Reglamentación del Sistema Nacional de Áreas Protegidas.
- Ley N° 18308 de junio de 2008 de Ordenamiento Territorial y Desarrollo Sustentable.
- Ley Nº 18471 de marzo de 2009 Bienestar animal.
- Ley N° 18.610 de octubre de 2009 sobre Política Nacional de Aguas.
- Art. 293 de la Ley N° 19.889 de marzo de 2020 que creó el Ministerio de Ambiente.

### Sector privado
El investigador Alejandro Brazeiro, del Instituto de Ecología y Ciencias Ambientales de la Facultad de Ciencias, señaló en una entrevista la necesidad de «integrar mejor al sector privado en las políticas nacionales de conservación». Como ejemplo de esfuerzos que involucran al sector privado, mencionó a la Alianza del Pastizal, una iniciativa de BirdLife International que cuenta con el apoyo de diferentes organizaciones de aves en América Latina.